# Zottiges Habichtskraut
Das Zottige Habichtskraut (Hieracium villosum) ist eine Pflanzenart der Gattung Habichtskräuter (Hieracium).

## Beschreibung

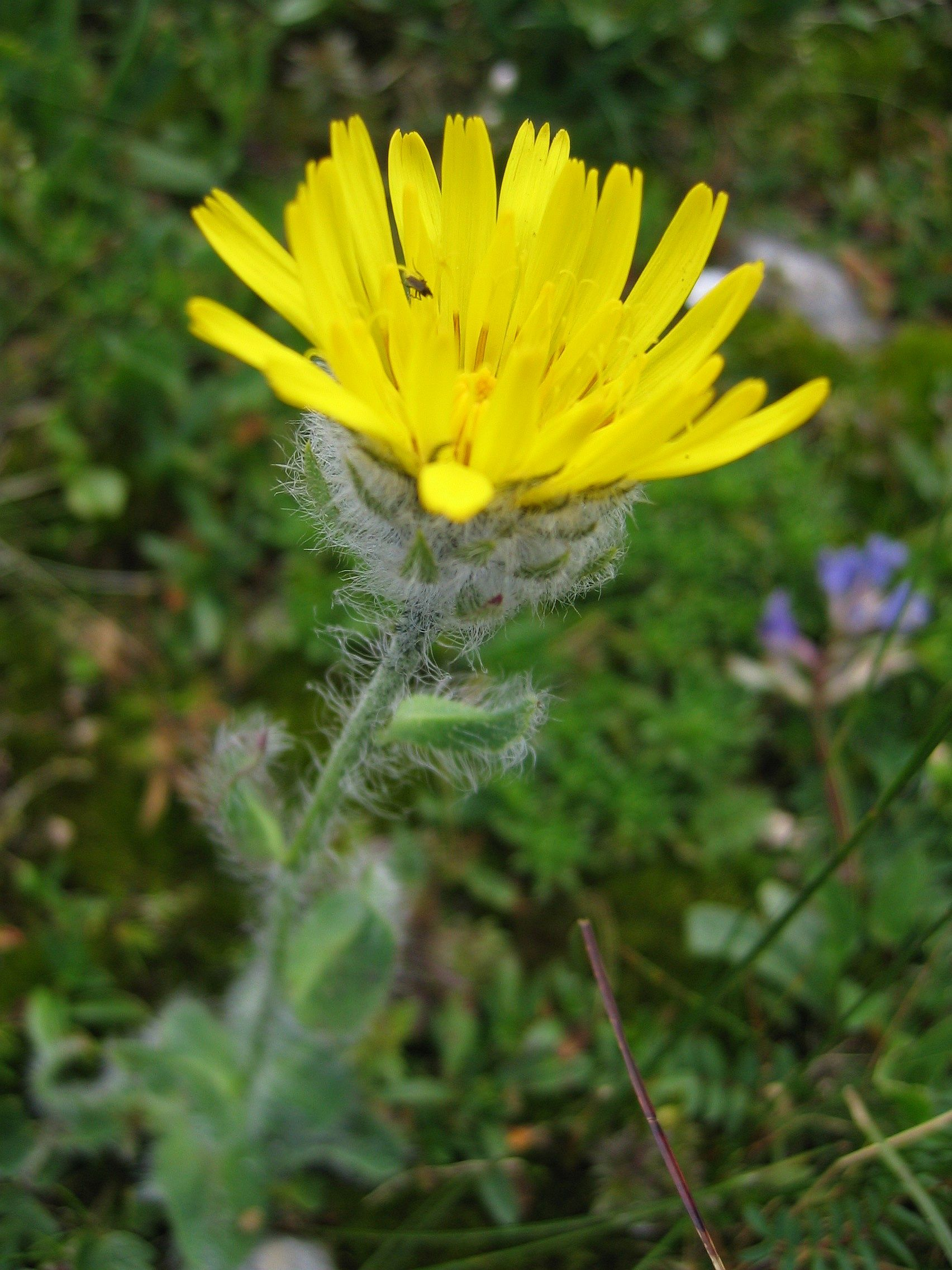
Blütenkorb

### Vegetative Merkmale
Die mehrjährige krautige Pflanze erreicht Wuchshöhen zwischen 10 und 40 Zentimetern. Auffallend ist die weiße zottige Behaarung, wobei die Haare drei bis 10 Millimeter lang werden können. Am Stängel sind die Haare 4 bis 10 (bis 12) Millimeter lang, an den Blättern bis 8 Millimeter lang. Die zungenförmigen Grundblätter sind rosettig angeordnet und fast ganzrandig bis kurz gezähnt. Die Stängelblätter sind sitzend oder den Stängel halb umfassend, die oberen gehen allmählich in die Tragblätter und Hüllblätter über.

### Generative Merkmale
Blütezeit ist von Juli bis August. Der Stängel ist einfach oder auch gablig verzweigt mit ein bis vier Blütenkörbchen. Die Hülle ist 14 bis 17 (bis 23) Millimeter lang und kugelig bis brit bauchig. Die äußeren Hüllschuppen sind sparrig elliptisch bis lanzettlich, die inneren sind locker, mehr oder weniger lineal und lang zugespitzt. An der Hülle sind die Haare 3 bis 5 Millimeter lang. In den Blütenköpfchen stehen viele gelbe fünfzipfelige Zungenblüten zusammen, die an den Zähnchen außen oft bewimpert sind. Der Griffel ist gelb bis dunkel. Die Achänen sind 3,3 bis 4,5 Millimeter lang und hellbraun bis schwarz.
Die Chromosomenzahl beträgt 2n = 27 oder 36.

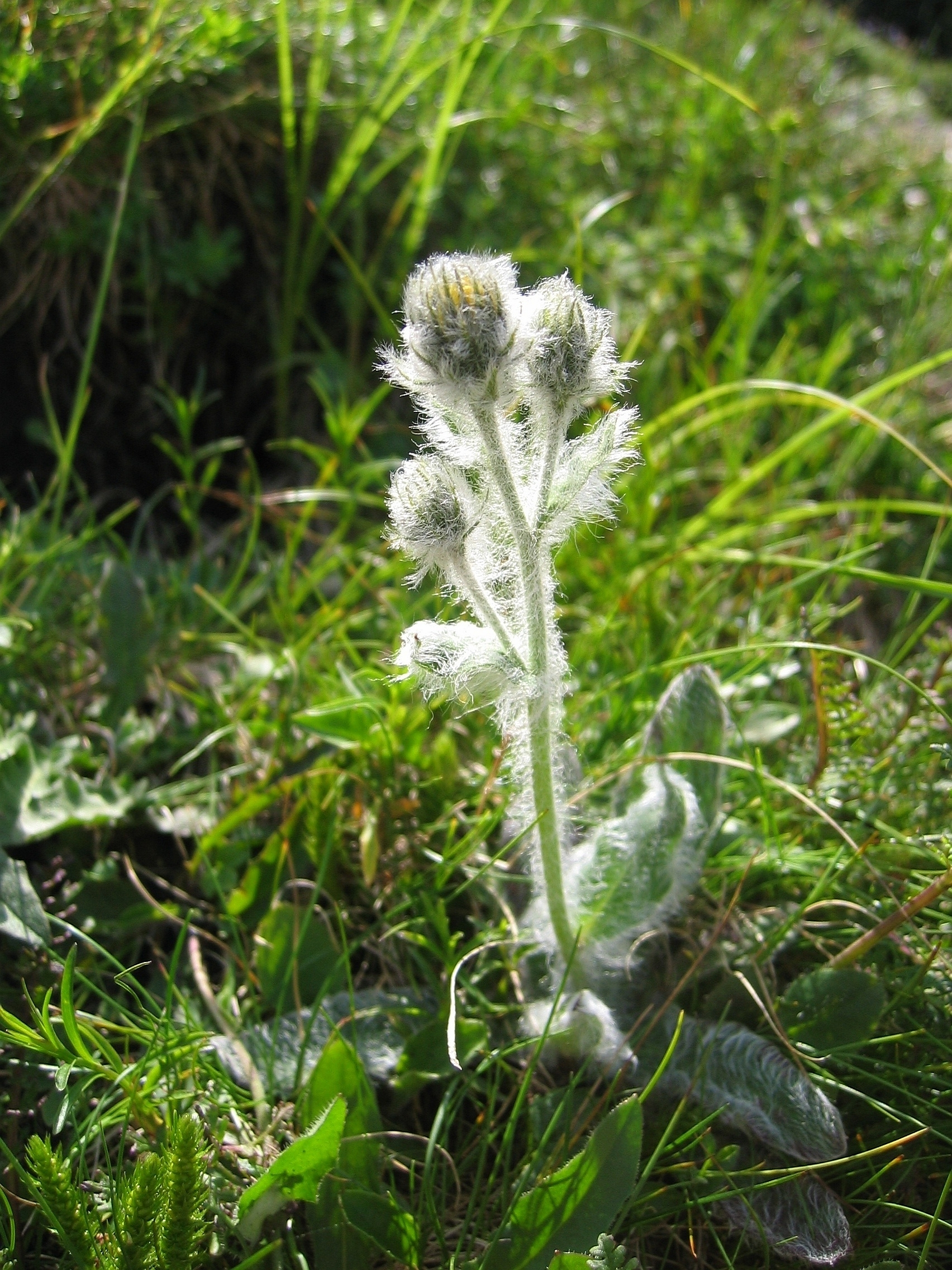
Zottiges Habichtskraut (Hieracium villosum)

## Vorkommen
Die kalkstete Pflanzenart bevorzugt trockene Magerrasen, Schutt- und Gesteinflure oder nackten Felsen. Diese Art ist im Gebirge des östlichen Mitteleuropa wie auch in Südeuropa in Höhenlagen zwischen 1300 und 2700 Metern über NHN anzutreffen. In den Allgäuer Alpen steigt sie an der Rotgundspitze in Bayern bis zu 2300 m Meereshöhe auf.
Sie ist eine Charakterart des Seslerio-Caricetum sempervirentis aus dem Verband Seslerion, kommt seltener aber auch in Gesellschaften des Verbands Caricion ferrugineae vor.
Die ökologischen Zeigerwerte nach Landolt et al. 2010 sind in der Schweiz: Feuchtezahl F = 3 (mäßig feucht), Lichtzahl L = 4 (hell), Reaktionszahl R = 5 (basisch), Temperaturzahl T = 2 (subalpin), Nährstoffzahl N = 2 (nährstoffarm), Kontinentalitätszahl K = 4 (subkontinental).

## Systematik
Man kann die folgenden Unterarten unterscheiden:
- Hieracium villosum Jacq. subsp. villosum: Sie kommt in Frankreich, der Schweiz, Italien, Deutschland, Liechtenstein, Österreich, Slowenien, auf der Balkanhalbinsel, in Bulgarien, Tschechien, in der Slowakei, der Ukraine und in Rumänien vor.[5]
- Hieracium villosum subsp. acrovillosum Nägeli & Peter: Sie kommt in Frankreich, der Schweiz, Österreich und Slowenien vor.[5]
- Hieracium villosum subsp. albolanatum Nägeli & Peter: Sie kommt in Frankreich und in Italien vor.[5]
- Hieracium villosum subsp. calvifolium Nägeli & Peter: Sie kommt in Frankreich, Deutschland, der Schweiz, Italien, Österreich, Slowenien, Kroatien, Bosnien-Herzegowina und in Rumänien vor.[5]
- Hieracium villosum subsp. doratophyllum Nägeli & Peter: Sie kommt in Italien vor.[5]
- Hieracium villosum subsp. eurybasis Nägeli & Peter: Sie kommt in Frankreich, Deutschland, der Schweiz, Liechtenstein, Österreich und in Italien vor.[5]
- Hieracium villosum subsp. glabratellum J. Vetter & Zahn: Sie kommt in Österreich vor.[5]
- Hieracium villosum subsp. glaucifrons Nägeli & Peter: Sie kommt in Frankreich, Deutschland, der Schweiz, Italien, Liechtenstein, Österreich, Ungarn, Slowenien, Kroatien, Bosnein-herzegowina, Montenegro, Serbien und Rumänien vor.[5]
- Hieracium villosum subsp. heterophyllum Nägeli & Peter: Sie kommt in Frankreich, der Schweiz, Deutschland, Österreich, Italien und in der Slowakei vor.[5]
- Hieracium villosum subsp. ovalifolium Nägeli & Peter: Sie kommt in Frankreich, Deutschland, der Schweiz, Österreich, Italien, Slowenien und Rumänien vor.[5]
- Hieracium villosum subsp. trichocraspedum Zahn: Sie kommt in der Schweiz vor.[5]
- Hieracium villosum subsp. undulifolium Nägeli & Peter: Sie kommt in Frankreich, der Schweiz, Deutschland, Österreich, Italien, Slowenien, Kroatien, Bosnien-Herzegowina, Tschechien, Polen, der Slowakei und in Rumänien vor.[5]
- Hieracium villosum subsp. villosissimum (Nägeli) Nägeli & Peter: Sie kommt in Frankreich, der Schweiz, Deutschland, Österreich, Liechtenstein, Slowenien, Kroatien, Bosnien-Herzegowina, Montenegro, Rumänien, Albanien und in der Slowakei vor.[5]

## Sonstiges
Das dichte Haarkleid schafft einen unbewegten Luftmantel, der die Verdunstung herabsetzt, eine Anpassung an die Trockenheit seines Standorts.